# Игреково
Игре́ково — село в Молчановском районе Томской области России. Входит в состав Могочинского сельского поселения. Население 96 чел. (2021) .

## География
Находится в месте впадения реки Чулым в Обь, на 1137 км правого берега Оби. На картах XX в. отмечается Игрековский яр.

## История
Исторический населённый пункт южных селькупов (группа тюйкум) — юрты Игрековы. Коренные жители — селькупы Казбеевы, Мудрины. В 1897 г.: 16 хозяйств – 54 селькупа и 19 русских. Населённый пункт относился к Кортульской инородческой волости.
Основано в 1800 г. В 1926 году деревня Игрекова состояла из 40 хозяйств, основное население — остяки. В составе Усть-Чулымского сельсовета Молчановского района Томского округа Сибирского края.
В соответствии с Законом Томской области от 9 сентября 2004 года № 196-ОЗ «О наделении статусом муниципального района, сельского поселения и установлении границ муниципальных образований на территории Молчановского района» село вошло в состав Могочинского сельского поселения.

## Население
| 1920 | 1926 | 2002 | 2008 | 2010 | 2012 | 2013 | 2014 | 2015 |
| ---- | ---- | ---- | ---- | ---- | ---- | ---- | ---- | ---- |
| 140  | ↗165 | ↗245 | ↘147 | ↘126 | ↗127 | ↘122 | ↘121 | ↘116 |
| 2021 |      |      |      |      |      |      |      |      |
| ↘96  |      |      |      |      |      |      |      |      |

## Транспорт
Водный (по Оби) и автомобильный (просёлочная дорога местного значения) транспорт.